# 페드루 멘드스
페드루 미겔 다 실바 멘드스(포르투갈어: Pedro Miguel da Silva Mendes ˈpeðɾu ˈmẽdɨʃ[*], 1979년 2월 26일, 노르트 지방 기마랑이스 ~)는 포르투갈의 전직 프로 축구 선수로, 현역 시절 미드필더로 활약했다. 현재 축구 대행인으로 활동하고 있다.
고향 비토리아 기마랑이스에서 현역 신고식을 치른 멘드스는 포르투 소속으로 2003-04 시즌에 챔피언스리그 우승을 거두었다. 그는 이후 프리미어리그 무대로 둥지를 옮겼는데, 2004년에는 토트넘 홋스퍼로 이적했고, 이 곳에서 맨체스터 유나이티드를 상대로 41미터 거리에서 찬 공을 로이 캐롤이 흘려 득점선을 최소 1미터는 넘겨 들어갔고, 이를 캐롤이 쳐냈는데, 오심으로 골이 취소되었다. 그는 또다른 잉글랜드 구단 포츠머스로 이적한 후 스코티시 프리미어리그의 레인저스에서도 활약했다.
멘드스는 포르투갈 국가대표팀 경기에 12번 출전했고, 2010년 월드컵 최종 명단에 이름을 올렸다.

## 클럽 경력

### 초기 경력
멘드스는 비토리아 기마랑이스에서 펠게이라스로 1년 임대되어 프로 무대 신고식을 치렀다. 그는 이후 기마랑이스로 복귀해 4년을 보내다가 포르투로 이적했다. 그는 포르투 소속으로 조세 모리뉴 감독의 지도 하에 챔피언스리그와 프리메이라리가, 그리고 수페르타사 칸디두 드 올리베이라를 석권했다.

### 토트넘 홋스퍼
2004년 7월 8일, 멘드스는 프리미어리그의 토트넘 홋스퍼로 이적했는데, 이 과정에서 엘데르 포스티가가 반대로 토트넘 홋스퍼에서 포르투로 이적했다. 토트넘은 포스티가의 이적으로 €7.5M의 수익을 들였고, 멘드스를 영입하기 위해 €3M을 소요했다. 그의 첫 경기는 8월 14일에 열린 리버풀과의 안방 경기였다. 멘드스는 2005년 1월 1일, 5-2로 이긴 에버턴과의 리그 경기에서 1호골을 신고했다.
멘드스의 토트넘 2호골은 사실상 사흘 후에 터졌다. 그러나, 그는 올드 트래퍼드에서 열린 맨체스터 유나이티드와의 경기에서 오심으로 골을 도둑맞았다. 그가 49.5미터 거리에서 쏜 공이 페널티 구역을 벗어난 로이 캐롤이 어이없이 놓쳐 골문으로 빨려들어갔다. 이 골은 본래 결승골이 되어야 했지만, 마크 클라텐버그 주심은 텔레비전 재생을 통해 공이 명백히 득점선을 넘은 것으로 보이는데도 득점선을 넘지 않았다고 취소해버렸다.
멘드스는 토트넘에서의 2년차에 맡는 역할이 줄어들었다. 그는 시즌 전반기에 6경기 출전하는데 그쳤고, 2006년 1월에 당시 토트넘 감독이었던 마르턴 욜이 그를 방출 명단에 올리면서 이변 없이 이적 시장에 나오게 되었다.

### 포츠머스

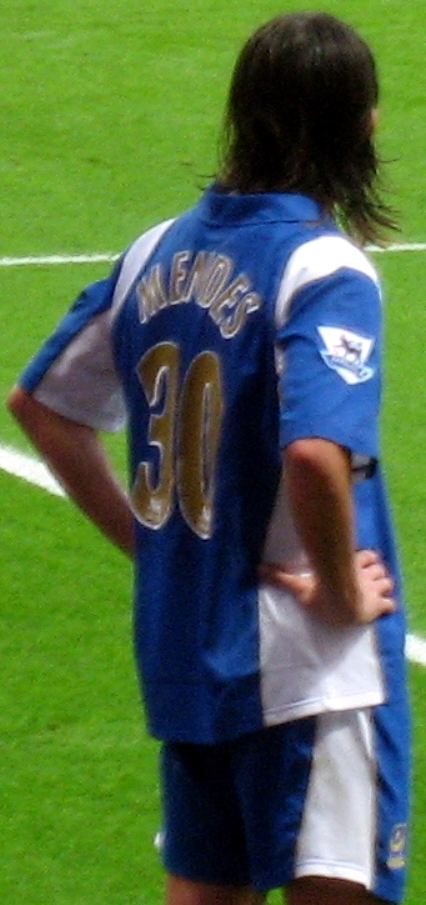
포츠머스의 멘드스

멘드스는 2006년 1월 12일에 포츠머스로 이적했는데, 그를 영입하기 위해 포츠머스는 £7.5&M과 신 데이비스와 노에 파마로를 들였다. 그는 주축 선수이자 골잡이로 활약하며 소속 구단의 강등권 탈출에 힘을 보탰다. 멘드스는 1월 14일에 에버턴과의 프리미어리그 경기에서 포츠머스 신고식을 치렀다. 그는 맨체스터 시티와의 3월 11일 결전에서 포츠머스 지지자들에게 두고두고 회자될 1·2호골을 기록했다. 두 골은 모두 22미터 거리에서 넣었는데, 멘드스는 이 경기 60분경에 1골, 93분에 추가골을 넣어 2-1 승리를 견인했다.
2006년 8월 23일, 그는 맨체스터 유나이티드와 또다른 결전에서 벤 새처의 팔꿈치에 가격되었는데, 멘드스는 머리에 정통으로 맞아 광고판에 부딪쳤다. 멘드스는 이 일로 중상을 당해 경기장에서 산소를 주입해야 하는 응급상황에 놓였다. 그는 발작 증세를 보이며 입원했고, 하루를 보냈다. 이튿날, 그는 퇴원했지만, 의료진의 관리 하에 놓이게 되었다. 새처는 반칙에 경고만 받았다. 상황의 심각성에도 불구하고, 멘드스는 2주 만에 포츠머스 현장으로 복귀했다. 그러나, 그는 경합 당시 받은 충격에 반응을 보였고, 부상을 당한 후 은퇴를 고려했다고도 밝혔다. 새처는 맨체스터 시티 구단 내에서 벌금이 부과되었고, 징계를 받았으며, 잉글랜드 축구 협회도 징계를 결의했지만, 멘드스는 소송을 걸지 않았다. 2007년 1월에 둘이 조우했을 때, 멘드스는 경기 전에 새처와 악수를 나누었는데, 그가 앞서 악수하지 않겠다고 공언했던 것과는 대조된다.
2007-08 시즌, 멘드스는 잉글랜드 무대에 머물면서 처음이자 마지막으로 대회 우승을 거두었는데, 2008년 5월 17일에 열린 카디프 시티와의 FA컵 결승전 경기에 선발로 출전해 소속 구단의 1-0 승리에 일조했다. 멘드스는 3개월 후인 8월 10일에 포츠머스 선수단과 웸블리에 복귀해 2008년 커뮤니티 실드 경기를 치렀다. 맨체스터 유나이티드와의 경기는 연장전 끝에 0-0으로 끝났는데, 승부차기에서 1-3으로 패했다.
2012년 2월 21일, 멘드스는 포츠머스 지지자 조합에 5,000명의 "폼페이"(Pompey) 지지자들과 함께 가맹하여 포츠모스 축구단의 새 구단주가 되기 위해 힘을 모았다.

### 레인저스

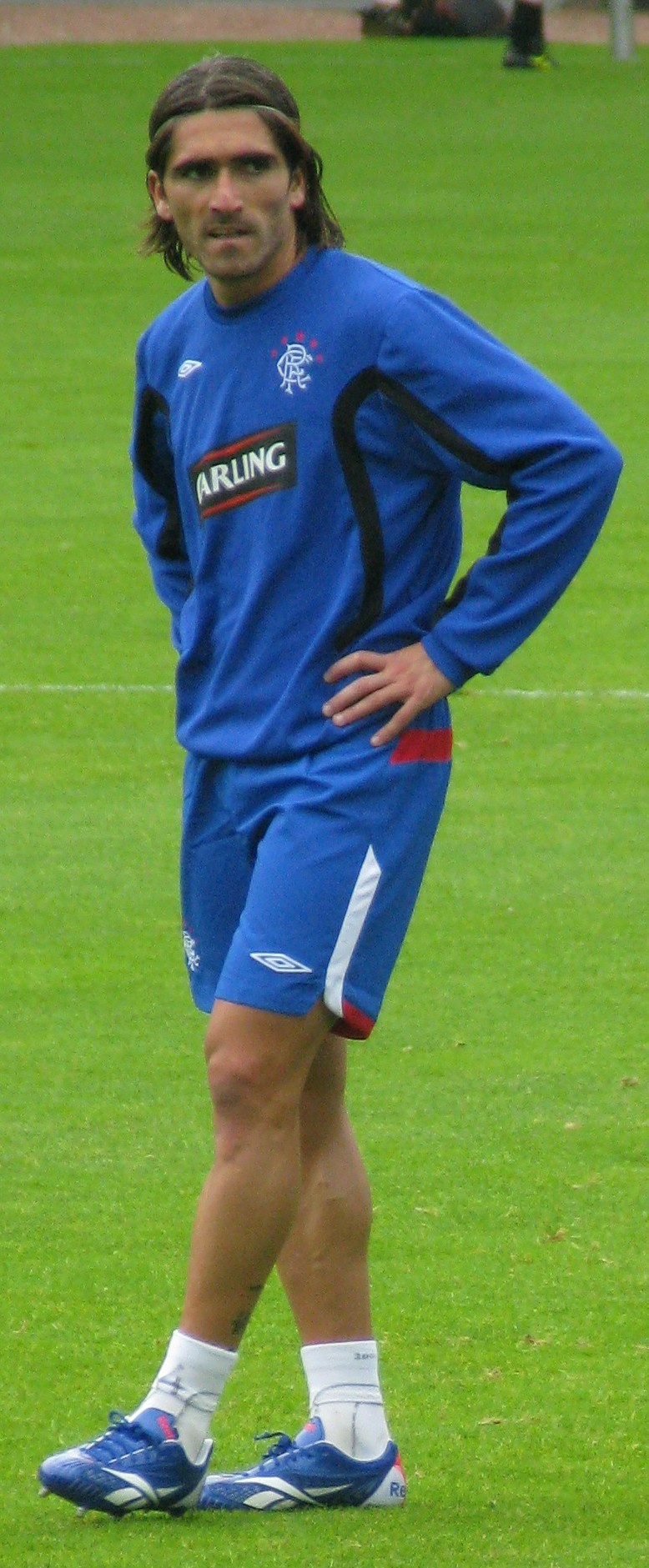
레인저스의 멘드스

2008년 8월 15일, 멘드스는 £3M에 레인저스와 3년 계약을 맺었다. 그는 이튿날에 하츠와의 스코티시 프리미어리그 경기에 출전해 2-0 승리를 견인하고 경기 최우수 선수로 선정되었다. 2008년 8월 31일, 그는 올드 펌 경기에서 레인저스 1호골을 기록했다. 멘드스가 득점한 경기 4번째 골(레인저스의 3번째 골)은 스티븐 데이비스가 차올린 코너킥을 22미터 밖에서 셀틱 문전을 폭격하여 기록한 골이었다. 그는 꾸준히 훌륭한 활약을 펼치며 스코티시 프리미어리그 8월 이달의 선수로 선정되었다. 2009년 5월, 그는 던디 유나이티드와의 경기에서 리그 우승을 확정짓는 경기 2번째 골을 성공시켰지만, 부상으로 2009년 스코티시컵 결승전을 결장했다. 그는 2008-09 시즌에 최다 경기 최우수 선수로 선정되어 BBC 스포츠사운드 올해의 선수로 선정되었다. 그 다음 시즌, 멘드스는 8번의 경기에 출전했지만, 11월에 우니레아 우르지체니와의 챔피언스리그 경기에서 부상당하며 레인저스 경기에 더 이상 출전하지 못했다.

### 이후 행보
2010년 1월 30일, 멘드스는 €1.28M에 스포르팅 리스본과 계약하고 이적했다. 그는 카를루스 카르발랼 감독 체제에서 처음으로 입단한 선수가 되었지만, 구단은 리그 4위의 실망스러운 성적을 거두었지만, 개인 활약상으로 찬사를 받았다. 그는 에버턴과의 유로파리그 경기에서 이적 후로는 첫 골을 기록했고, 32강전에서는 전 소속 구단인 레인저스를 상대로 득점에 성공했다. 그 다음 해 멘드스는 파울루 벤투 감독 체제에서 입지를 잃었고, 시즌 내내 16경기 출전에 그쳤다.
2011년 7월 15일, 스포르팅 리스본은 멘드스가 구단에서 방출되어 비토리아 기마랑이스와 자유 계약한다고 발표되었다. 그는 그 다음 시즌에 포르투와 수페르타사 칸디두 드 올리베이라를 1-2로 패하는 것으로 비토리아에서의 행보를 시작했다. 8월부터 이듬해 1월까지, 그는 프리메이라리가, 타사 드 포르투갈, 타사 다 리가, 그리고 유로파리그를 포함해 비토리아의 전 경기에 선발로 출전했다. 2012년 1월, 그는 부상으로 시즌 말까지 결장하게 되었다. 2011-12 시즌 끝에, 멘드스는 축구화를 벗기로 결정했다.

## 국가대표팀 경력

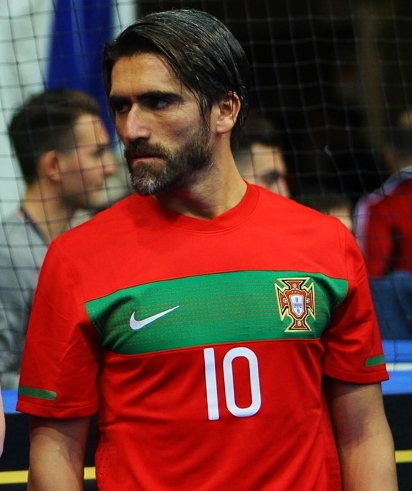
2015년, 포르투갈 국가대표팀 유니폼을 입은 멘드스

2002년 11월 20일, 멘드스는 2-0으로 이긴 스코틀랜드와의 친선경기에서 57분에 후이 코스타와 교체되어 첫 포르투갈 국가대표팀 경기를 치렀다. 그는 이어 2003년 2월 12일에 0-1로 패한 이탈리아전에서 두 번째 경기를 치렀다.
국가대표팀 경기에서 6년을 빠졌던 멘드스는 2008년 8월 27일에 포르투갈 국가대표팀으로 깜짝 차출되었다. 그는 2009년 10월에도 깜짝 차출되어 헝가리와의 월드컵 예선전을 치렀고, 90분을 소화하며 2번째 골을 도와 3-0 승리에 일조했다. 그는 이후 카를루스 케이로스의 포르투갈 23인 최종 명단 에 이름을 올려 전 경기에 출전했는데, 코트디부아르전과 북한전은 90분을 소화했고, 브라질전과 스페인전은 교체로 출전했다.

## 경력 통계

### 클럽
| 구단                | 시즌      | 리그                  | 리그 | 리그 | 컵   | 컵 | 리그컵 | 리그컵 | 기타 | 기타 | 합계 | 합계 |
| 구단                | 시즌      | 리그명                | 출장 | 골   | 출장 | 골 | 출장   | 골     | 출장 | 골   | 출장 | 골   |
| ------------------- | --------- | --------------------- | ---- | ---- | ---- | -- | ------ | ------ | ---- | ---- | ---- | ---- |
| 펠게이라스 (임대)   | 1998–99   | 세군다 디비상 드 온라 | 31   | 2    | 2    | 0  | –      | –      | 0    | 0    | 33   | 2    |
| 비토리아            | 1999–2000 | 프리메이라리가        | 12   | 1    | 3    | 0  | –      | –      | 0    | 0    | 15   | 1    |
| 비토리아            | 2000–01   | 프리메이라리가        | 12   | 0    | 0    | 0  | –      | –      | 0    | 0    | 12   | 0    |
| 비토리아            | 2001–02   | 프리메이라리가        | 26   | 0    | 2    | 0  | –      | –      | 0    | 0    | 28   | 0    |
| 비토리아            | 2002–03   | 프리메이라리가        | 32   | 6    | 3    | 0  | –      | –      | 0    | 0    | 35   | 6    |
| 비토리아            | 합계      | 합계                  | 82   | 7    | 8    | 0  | 0      | 0      | 0    | 0    | 90   | 7    |
| 포르투              | 2003–04   | 프리메이라리가        | 26   | 0    | 4    | 0  | –      | –      | 11   | 0    | 41   | 0    |
| 토트넘 홋스퍼       | 2004–05   | 프리미어리그          | 24   | 1    | 2    | 0  | 4      | 0      | 0    | 0    | 30   | 1    |
| 토트넘 홋스퍼       | 2005–06   | 프리미어리그          | 6    | 0    | 0    | 0  | 0      | 0      | 0    | 0    | 6    | 0    |
| 토트넘 홋스퍼       | 합계      | 합계                  | 30   | 1    | 2    | 0  | 4      | 0      | 0    | 0    | 36   | 1    |
| 포츠머스            | 2005–06   | 프리미어리그          | 14   | 3    | 1    | 0  | 0      | 0      | 0    | 0    | 15   | 3    |
| 포츠머스            | 2006–07   | 프리미어리그          | 26   | 2    | 2    | 0  | 0      | 0      | 0    | 0    | 28   | 2    |
| 포츠머스            | 2007–08   | 프리미어리그          | 18   | 0    | 3    | 0  | 3      | 0      | 0    | 0    | 24   | 0    |
| 포츠머스            | 2008–09   | 프리미어리그          | 0    | 0    | 0    | 0  | 0      | 0      | 1    | 0    | 1    | 0    |
| 포츠머스            | 합계      | 합계                  | 58   | 5    | 6    | 0  | 3      | 0      | 1    | 0    | 68   | 5    |
| 레인저스            | 2008–09   | 스코티시 프리미어리그 | 35   | 3    | 3    | 0  | 4      | 1      | 0    | 0    | 42   | 4    |
| 레인저스            | 2009–10   | 스코티시 프리미어리그 | 4    | 0    | 0    | 0  | 1      | 0      | 3    | 0    | 8    | 0    |
| 레인저스            | 합계      | 합계                  | 39   | 3    | 3    | 0  | 5      | 1      | 3    | 0    | 50   | 4    |
| 스포르팅 리스본     | 2009–10   | 프리메이라리가        | 11   | 0    | 0    | 0  | 1      | 0      | 4    | 1    | 16   | 1    |
| 스포르팅 리스본     | 2010–11   | 프리메이라리가        | 7    | 0    | 2    | 0  | 3      | 0      | 4    | 1    | 16   | 1    |
| 스포르팅 리스본     | 합계      | 합계                  | 18   | 0    | 2    | 0  | 4      | 0      | 8    | 2    | 32   | 2    |
| 비토리아 기마랑이스 | 2011–12   | 프리메이라리가        | 14   | 0    | 1    | 0  | 2      | 0      | 5    | 0    | 22   | 0    |
| 경력 합계           | 경력 합계 | 경력 합계             | 298  | 18   | 28   | 0  | 18     | 1      | 28   | 2    | 372  | 21   |

### 국가대표팀

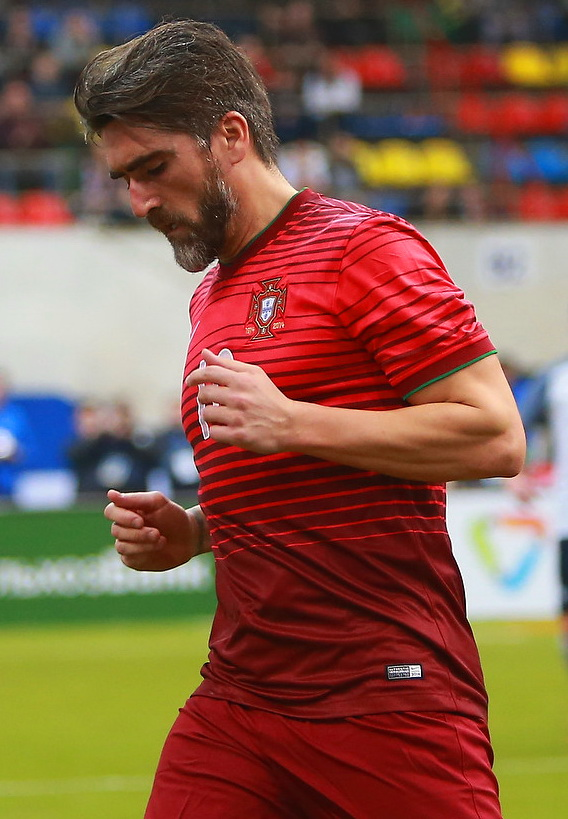
2018년의 멘드스

| 국가대표팀 | 연도 | 출장 | 골 |
| ---------- | ---- | ---- | -- |
| 포르투갈   | 2002 | 1    | 0  |
| 포르투갈   | 2003 | 1    | 0  |
| 포르투갈   | 2004 | 0    | 0  |
| 포르투갈   | 2005 | 0    | 0  |
| 포르투갈   | 2006 | 0    | 0  |
| 포르투갈   | 2007 | 0    | 0  |
| 포르투갈   | 2008 | 0    | 0  |
| 포르투갈   | 2009 | 2    | 0  |
| 포르투갈   | 2010 | 7    | 0  |
| 합계       | 합계 | 11   | 0  |

## 수상
포르투
- 프리메이라리가: 2003–04
- 수페르타사 칸디두 드 올리베이라: 2003
- 챔피언스리그: 2003–04
- 타사 드 포르투갈 준우승: 2003–04

포츠머스
- FA컵: 2007–08
- FA 커뮤니티 실드: 2008

레인저스
- 스코티시 프리미어리그: 2008–09

## 참고
1. ↑  유럽대항전 및 커뮤니티 실드 출전 경기 기록